# Aditiva do maziv
Podobně jako v případě motorových aditiv rozlišujeme i u aditiv do maziv aditiva výrobní a povýrobní.

## Motorové oleje
Aditivní olejové přísady se používají pro zlepšení vlastností základního oleje. Jak základový ropný olej, tak i syntetický olej mají sice dobré mazací schopnosti, olej však musí splňovat daleko více parametrů. Povýrobní olejová aditiva proto obsahují detergenty, modifikátory tření, modifikátory viskozity, antikorozní příměsi, antioxidanty, látky ovlivňující teplotu tuhnutí, protioděrová aditiva, mazivostní přísady a některé další.

## Typy aditiv motorových olejů
Existuje několik typů motorových olejů:
- Zlepšovače viskozitního indexu - pomáhají udržovat viskozitu oleje při různých teplotách.
- Detergenty - pomáhají udržovat motor čistý tím, že zabraňují tvorbě usazenin.
- Disperzanty - pomáhají zabránit tvorbě kalů a usazenin v motoru.
- Prostředky proti opotřebení - vytvářejí na částech motoru ochrannou vrstvu, která snižuje opotřebení.
- Modifikátory tření se používají ke snížení tření a zlepšení účinnosti paliva.
- Depresanty bodu tuhnutí snižují teplotu, při které olej teče.
- Antioxidanty se používají k zabránění oxidace oleje.

## Účel olejových aditiv
Podobně jako v případě motorových paliv je i u oleje doporučováno, aby byl doplňován vhodnými a kvalitními povýrobními aditivy. Díky tomu pak motorový olej nejen maže, ale také chrání motor proti korozi, udržuje motor v čistotě, udržuje oxidační stabilitu oleje a jeho slučitelnost s plasty. Dodatečně aditivovaný olej dokáže také vymezovat provozní vůle, zajišťovat dobrý odvod tepla apod. K získání těchto vlastností je samozřejmě třeba kvalitních olejových aditiv.
Možnost výběru vhodného olejového aditiva je stejná jako při výběru motorových aditiv.